# Oopristus turkestanicus
Oopristus turkestanicus är en stekelart som först beskrevs av Skriptshinsky 1929.  Oopristus turkestanicus ingår i släktet Oopristus och familjen gallglanssteklar. Inga underarter finns listade i Catalogue of Life.